# Сеулски национален столичен район
Сеулският национален столичен район или Голям Сеул е метрополен регион в Южна Корея.
Това е 2-рият по население метрополен регион в света и най-големият в Южна Корея, с 23 616 000 жители (1 ноември 2010). Обхваща 12% от площта на Южна Корея и 48,2% от населението на страната.
Намира се в северозападната част на страната. Включва Сеул - най-големия град в Южна Корея, гр. Инчхън и провинция Кьонги-до. Свързан е компактно с пътища и железопътна инфраструктура.